# Čuo-šuej
Čuo-šuej (znaky: 濁水溪) je nejdelší řekou Tchaj-wanu a měří 186,6 km. Její povodí má rozlohu 3 156,9 km². Pramení v okrese Nan-tchou v Tchajwanském centrálním pohoří a vlévá se do Tchajwanského průlivu u města Ta-čcheng. Název znamená „kalná voda“ a odkazuje k vysokému obsahu sedimentů ve vodě. Řeka je neoficiální hranicí mezi severní a jižní částí Tchaj-wanu; v době japonské nadvlády se severně od ní pěstovala rýže a na jihu cukrová třtina. Řeka je využívána k zavlažování polí a byly na ní postaveny přehrady vyrábějící elektrickou energii. V letních měsících je Čuo-šuej pro nízký stav vody nesplavná.

## Externí odkazy

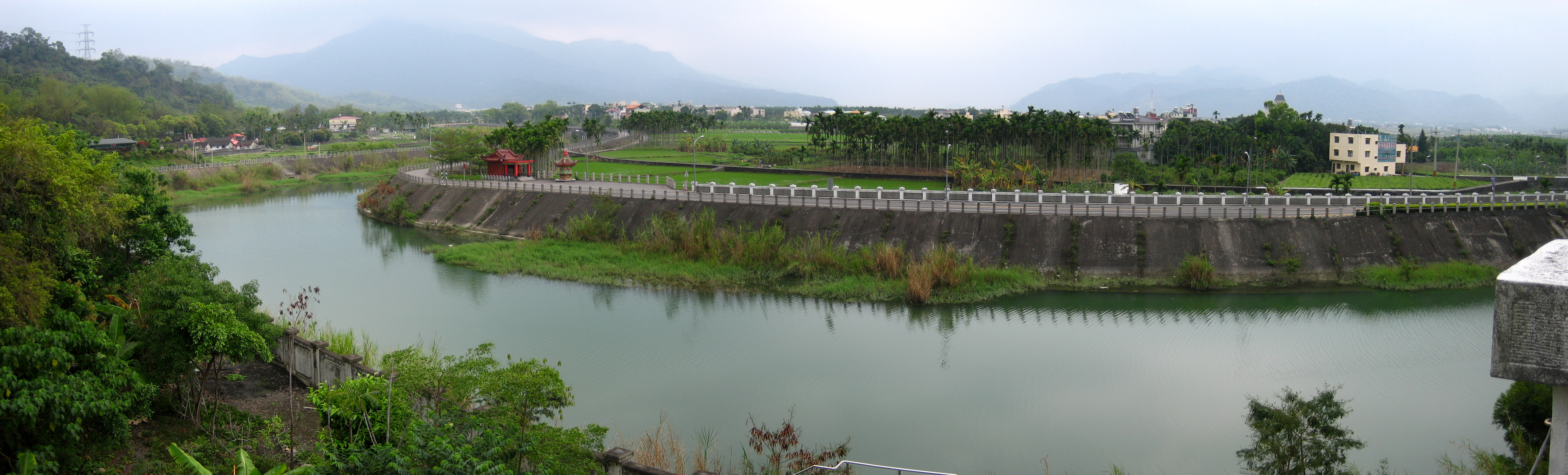
Průtok městem Ťi-ťi v okrese Nan-tchou